# Eutelsat 117 West B
O Eutelsat 117 West B, anteriormente denominado de Satmex 9, é um satélite de comunicação geoestacionário que foi construído pela Boeing Satellite Systems. Ele está localizado na posição orbital de 117 graus de longitude oeste e é operado pela Eutelsat. O satélite foi baseado na plataforma BSS-702SP e sua expectativa de vida útil é de 15 anos.

## História
A Satmex anunciou em julho de 2013, que tinha um contrato com a Boeing Satellite Systems para a construção do satélite Satmex 9 (atual Eutelsat 117 West B).
O satélite O Eutelsat 117 West B tem um carga de banda Ku com 48 transponders equivalentes de 36 MHz, com capacidade de atender todos os clientes latino-americanos da Eutelsat Americas nos setores de vídeo, telecomunicações e governo. Ele está colocalizado com o Eutelsat 117 West A (antingo Satmex 8) na posição orbital de 116,8 graus de longitude oeste, o O Eutelsat 117 West B está projetado para fornecer capacidade de DTH a clientes de telecomunicações da Eutelsat Americas.
O satélite é parte de um contrato conjunto entre a ABS e Satmex para a construção de quatro satélites BSS-702SP. Os dois primeiros satélites, o ABS-3A e o Satmex 7, foram entregues juntos no primeiro trimestre de 2015.
O satélite Satmex 9 foi adquirido pela Eutelsat em sua fusão com a Satmex em 2014, e foi renomeado em maio do mesmo ano para Eutelsat 117 West B.

## Lançamento
O satélite foi lançado com sucesso ao espaço no dia 15 de junho de 2016, às 14:29 UTC, por meio de um veículo Falcon 9 v1.2, lançado a partir da Estação da Força Aérea de Cabo Canaveral, na Flórida, EUA, juntamente com o satélite ABS-2A. Ele tinha uma massa de lançamento de 1963 kg.

## Capacidade e cobertura
O Eutelsat 117 West B é equipado com 48 transponders em banda Ku para fornecer serviços aos clientes da América Latina nos setores de vídeo, telecomunicações e governo.